# 어린이

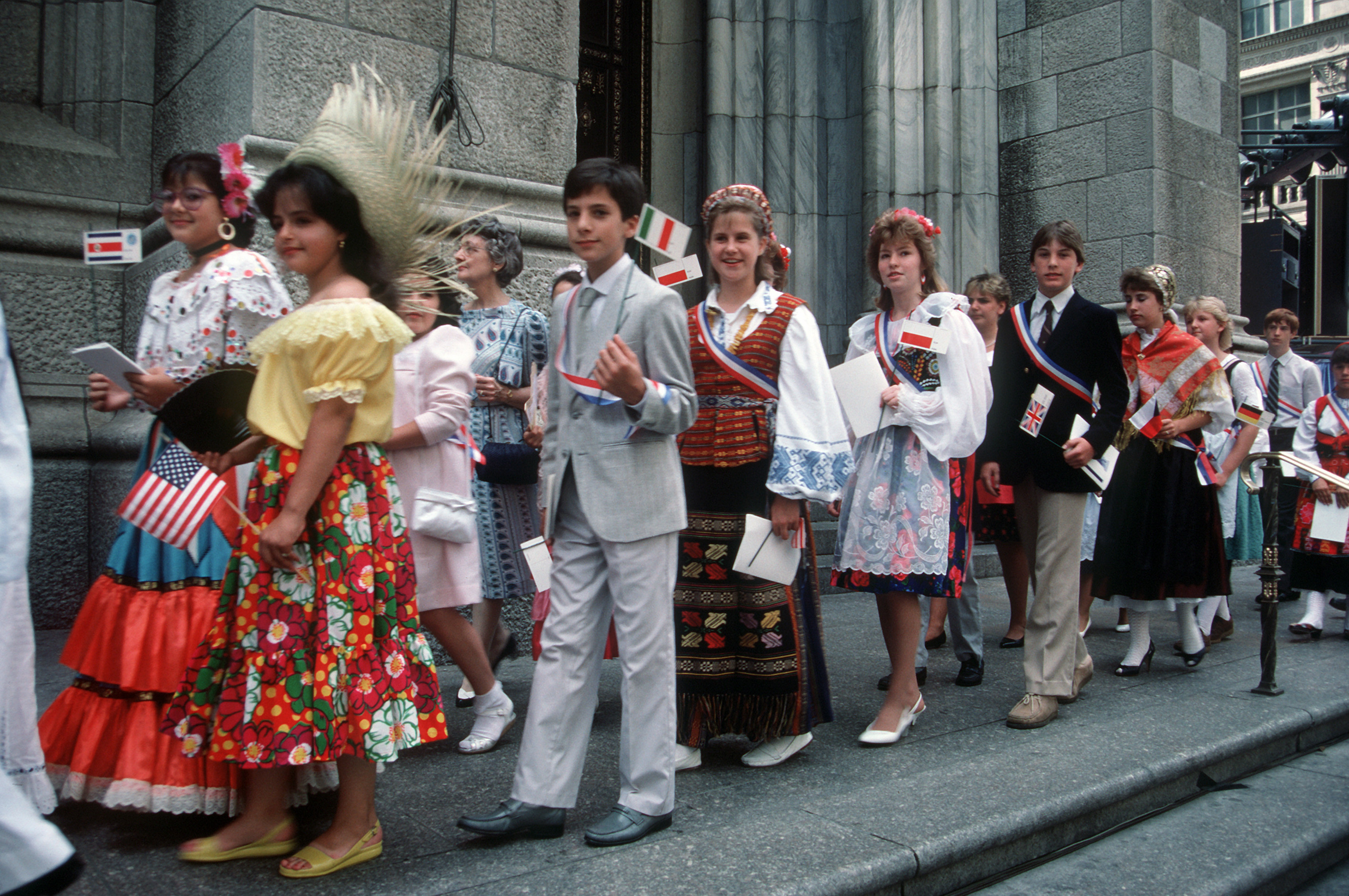
자유 주말에 전통의상을 입은 국제 어린이들

어린이는 보통 갓난아기들부터 만 19세 미만 연령대에 속한 사람으로 '소아'라고도 한다. '어린이'라는 말은 소파 방정환이 처음으로 제안·보급한 것으로 알려져 있으며, 다른 말로는 아이(줄여서 '애'), 아동(兒童)이라고도 한다.
대한민국에서는 어린이의 권익 향상을 위해 1957년 어린이 헌장을 선포하고, 1975년부터 어린이날인 5월 5일을 공휴일로 지정하고 있다.

## 어원
한국어의 '어리-'는 한글이 처음 창제된 15세기 무렵 주로 '이르다'(Early)라는 의미로 사용되었으나, 16세기 이후에 '나이가 어리다'라는 의미를 얻게 되었고, 18세기에는 후자의 의미만 남게 되었다. "어린이"라는 단어는 17세기의 《가례언해》와 《경민편언해》에 나이가 어린 사람을 뜻하여 "어린이"의 형태로 나타나며, 후에 소파 방정환 선생이 '젊은 사람을 젊은이라고 하듯이 나이가 어린 사람도 어린이라고 불러야 한다'고 주장하며 '어린이'라는 용어를 널리 보급하는 데 힘썼다.

## 법적 정의
아동의 권리에 관한 협약(United Nations Convention on the Rights of the Child) 제1조는 '이 협약의 목적상 "아동"이라 함은 아동에게 적용되는 법에 의하여 보다 조기에 성인 연령에 달하지 아니하는 한 만 18세 미만의 모든 사람을 말한다.'고 규정하고 있다. 대한민국의 아동복지법 제3조 1항에서도 '아동은 만 18세 미만인 사람을 말한다.'고 규정함으로써 만 17세까지를 어린이로 본다.
대한민국의 정보통신망 이용촉진 및 정보보호 등에 관한 법률에는 정보통신서비스 제공자등이 '만 14세 미만의 아동'으로부터 개인정보 수집ㆍ이용ㆍ제공 등의 동의를 받으려면 그 법정대리인의 동의를 받아야 한다. 이 경우 정보통신서비스 제공자는 그 아동에게 법정대리인의 동의를 받기 위하여 필요한 법정대리인의 성명 등 최소한의 정보를 요구할 수 있다(제31조 제1항)고 규정하고 있다.

## 아동기의 발달
만 6세부터 11세까지를 아동기라고 하는데, 그 전기(前期)에는 유아기의 특성이 남아 있고, 후기에는 청소년기의 전조(前兆)가 나타난다.

### 인지 발달과 교육
아동 전기(兒童前期)에는 아직도 자기중심적 혹은 상모적 지각(相貌的知覺)의 잔재가 남아 있으나, 아동 후기가 되면 객관적 지각과 사고가 차차 발달하여 지적 활동도 왕성해진다. 기억력, 특히 기계적 기억력이 현저하게 증가한다. 지능도 이 시기에는 거의 직선적으로 발달하며 정서도 일단 성숙되기 때문에 정규 학교 교육이 가능해진다.
아동기는 전체적으로 심신이 순조로운 발달을 이루어 안정되어 있기 때문에 가장 교육하기 쉬운 시기이다. 아동 자신도 또한 환경의 자극에 대해서 항상 마음을 열어놓아 교육에 대한 준비가 되어 있으며, 가르치는 것을 용이하게 받아들이려고 하고 있다. 그러나 대한민국 초등학교 1학년~3학년에서는 심신이 다 함께 아직도 유아기의 연장적(延長的) 특색을 나타낸다. 따라서 이 시기는 교육의 준비단계라고도 할 수 있다. 이 시기에는 그 성장이나 발달에 따른 독자적인 지도내용과 방법이 있다. 즉, 아동의 자기중심적인 정서성 등을 적당히 만족시키면서 차차 사회적 제 능력을 발달시켜 나아가는 일이 필요하다. 대한민국 초등학교 4학년~6학년이 되면 신장·체중의 성장과 함께 운동능력의 발달이 두드러지고, 또한 지적·사회적 발달도 현저하다. 만 10세 이상의 아동이 갖는 지적 관심과 사회성은 그 전의 연령층 아동보다 매우 왕성하다. 이에 따라서 아동의 발달상황을 확인하여 아동이 자발적으로 학습할 수 있도록 교육과정을 편성하고, 그에 대한 교육방법을 연구·개선하는 일이 필요하다.

### 사고 발달
논리적 사고는 만 6~7세부터 나타나는데, 아직 주관적 정서적 경향이 강하다. 만 10~11세에 객관적·논리적 사고가 가능해진다.
만 9~11세부터 부분을 전체적 통일 속에서 인정하고, 탈중심화된 객관적 사고가 가능해진다. 최초는 개개의 사상(事象)을 감각적으로 받아들이는 개별적 판단이기 때문에 사상의 상호관계나 의미관계를 파악할 수 없으나, 차차 통일이 된 전체적 판단이 가능해진다.

### 정서 발달
아동기에는 대체로 화재라든가 천재지변·전쟁·죽음 등의 비교적 외적사상(外的事象)에 대한 두려움이 많다. 이에 대해서, 청년기가 되면 신체나 성(性)·인간관계·취직문제·시험 등에 관해서 불안을 느끼는 경향이 나타난다. 그 밖의 정서도 각각 그 대상 혹은 표출방법의 발달과 더불어 분화·확대하고 혹은 변화되어간다.

### 사회성 발달
아동기에 들어서면, 사회생활의 영역은 현저히 확대된다. 학급집단이라고 하는 형식적 집단에 속하게 되고, 그곳에서 교사 및 급우와의 인간관계가 전개된다.
초등학교 입학 직후는 어린이끼리의 결부는 약하나, 차차 자발적으로 집단을 형성하게 된다. 처음에는 2~3명의 소인원으로 되나, 발달과 더불어 수는 증대하고, 초등학교 4~5학년 때에는 7~8명으로 된다. 이 시기는 갱 시대로 특징지어져서, 어린이는 즐겨 집단에서의 협동적·조직적 행동에 따른다. 친구 선택의 이유로서는 상호적 접근·동정·애착·존경공명(尊敬共鳴) 등이 있다. 또한 지적 능력이나 운동 능력의 발달 정도나, 성격 특성이나 가정환경 등의 유사(類似)도 들 수 있다. 아동전기의 동무는 상호적 접근의 요인이 주요하며, 연령이 늘어감에 따라서 존경공명의 요인이 차차 많아진다.
갱(gang)시대에 발달하는 사회적 행동의 특징으로서는 다음과 같은 것이 있다. 사회적 승인이나 부인(否認)에 대한 민감성, 친구의 승인이 중요한 것으로 되어 간다. 암시성이 강하고, 다른 아동 특히 리더의 암시를 받는다. 경쟁에는 개인적 경쟁뿐만 아니라 집단적 경쟁이 나타나며, 운동경기 등에서는 서로 겨루게 된다. 동정(同精)의 싹도 이 무렵에 나타난다. 이 시기는 집단의식이 강하기 때문에 협력적이며, 규칙을 지키고, 충성·자기통제력 등 사회성의 좋은 측면을 신장하는 데 좋은 시기이기도 하다.

### 신체의 발달
만 6~11세 사이는 유아기에 비해 그 속도가 완만해진다. 대체로 만 9~11세까지는 성장속도나 절대치에서 여자가 남자보다 빠른데, 이는 여자가 남자보다 사춘기에 일찍 도달하기 때문이며, 그 이후에는 남자가 여자보다 더 크고 성장속도도 빨라진다. 사춘기의 특징인 제2차 성징이 출현하면서 그 시기를 전후해 남녀 모두 급성장을 나타내고 동시에 그 정점에 도달하는데 남자의 경우는 11세, 여자의 경우는 10세 사이이나, 개인차가 있다. 최근에는 2차 성장출현이 초등학교 4~5학년까지로 빨라지기도 하고 늦은 아이는 평균보다 2년 정도 차이를 보이기도 한다. 신체 발달로 인해 뼈들이 결합해 뼈 개수가 줄어든다.

### 운동 발달
아동기는 비교적 안정된 발달을 한다. 50m 달리기는 8~9세경에, 제자리뛰기는 6~7세경에, 100m 달리기·멀리뛰기·높이뛰기 등은 10세 이후에 현저히 발달한다. 또한, 여자는 남자보다 1년 정도 조숙한 경향이 있다.

## 어린이와 놀이
유아기(乳兒期)에는 작업과 놀이가 미분화상태이기 때문에, 놀이에 대해서 어른의 작업에 대한 것과 같이 진지하다. 이 미분화성 때문에 이 시대에서는 놀이 가운데서 작업(간단한 심부름 등)을 시키는 일도 가능하며, 또한 완구(玩具)를 보더라도 일상생활에서 사용되고 있는 여러 가지 도구가 그 역할을 한다.
유아에게는 혼잣놀이나 평행놀이가 많다. 아동기의 중기부터 후기는 집단적 놀이가 특징이며, 소위 갱(gang)시대를 이룬다. 유희집단의 성원 수도 연령과 함께 변화한다. 집단참가의 인원수는 초등학교 저학년에서는 2~4명이던 것이 고학년에 가서는 6~10명으로 증가한다. 그 후 청년기가 됨에 따라 다시 감소한다. 동일유희라도 발달에 따라서 그 구조가 변화한다.

## 기타

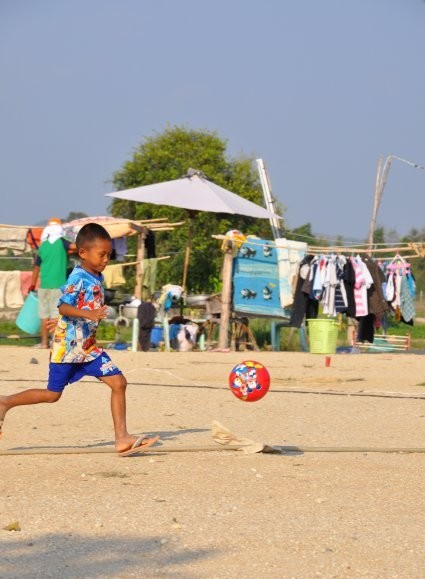
아동 보호 및 발달 센터

### 어린이의 권리
어린이는 일반적으로 선거권, 피선거권 등 참정권이 없으며 혼인도 자유롭지 못하다. 아르바이트를 할 수 없고(법적으로 아르바이트는 만 15세 이상의 청소년부터 할 수 있다.), 형벌을 받지 아니하며(만 10세 이상의 어린이는 소년원에는 송치 가능), 술과 담배를 살 수 없다. (인도네시아에서는 어린이들도 담배를 살 수 있다.) 자동차 운전면허는 어느 나라의 어린이건 딸 수 없다. 이슬람교를 믿는 어린이들은 라마단 단식의 의무가 일부 완화된다.

### 어린이와 스포츠
프로 스포츠 구단은 어린이를 고용하지 못하나, 어린이들은 유소년 클럽에는 소속될 수 있다. 다음과 같이 어린이들만, 또는 어린이들도 참여하는 스포츠 대회들도 있다.
- 리틀 리그 월드 시리즈 (Little League World Series) - 11~13세의 남자 어린이들이 참여하는 야구 대회. 이와 별도로 11~13세의 여자 어린이들을 위한 걸즈 리틀 리그 월드 시리즈 (소프트볼)도 있다.
- 동아시아 U-14 축구 선수권 대회 - 일본, 대한민국, 괌 등 동아시아 축구 연맹 회원 국가의 국적을 가진 어린이들이 참여하는 축구 대회.
- 12U 세계 야구 선수권 대회 - 국제 야구 연맹 산하의, 12세 이하의 어린이들이 참여하는 야구 대회. 대한민국, 인도네시아 국적의 어린이도 참여 가능한 전세계적인 어린이 야구 대회이다.
- 유럽 어린이 야구 선수권 대회 - 영국, 프랑스 등 유럽 국가의 국적을 가진 12세 이하의 남자 어린이들이 참여하는 야구 대회.
- 아시안 유스 게임 축구 - 일본, 대한민국, 인도네시아, 캄보디아 등 아시아 올림픽 평의회 소속 국가의 어린이 (주로 남자 어린이)들이 참여하는 축구 대회. 14세 이하만 참여 가능하다.
- 아랍 U-15 선수권 대회 - 이집트, 리비아, 사우디아라비아 등 아라비아 국가들의 남자 어린이들이 참여하는 축구 대회. 연령 제한이 15세 이하이기 때문에 어린이들도 참여 가능하다.
- 전국 초중고 축구 리그 - 대한민국 내의 남자 어린이들이 참여하는 축구 대회.
- 서남아시아 U-15 축구 선수권 대회 - 이라크, 이란, 요르단 등 서남아시아 국가의 국적을 가진 남자 어린이들이 참여하는 축구 대회. 연령 제한이 15세 이하이기 때문에 어린이들도 참여 가능하다.

또한 올림픽에 출전한 어린이는 매우 드물지만 청소년 올림픽에는 어린이 선수들도 보인다. 또 축구나 농구 등의 스포츠 경기에서는 어린이의 체력에 맞게 경기 시간을 줄이거나 경기장 규격을 줄이는 경우도 있다. 예로, 어린이 야구 경기는 9회까지 하지 않고 6회나 7회로 줄이거나 축구 경기에서 시간을 5분 정도 줄이는 것이 그 예이다.

### 어린이 안전
어린이는 일반인과는 달리, 안전에 상당히 취약하기 때문에 보호자의 보호가 많이 필요하다. 적절한 보호자가 없으면 이런 일을 당할 수도 있다.

## 같이 보기
- 영아
- 유아
- 청소년
- 청년
- 노인

## 참고 문헌 및 외부 링크
- ‘어린이’, 《한국민족문화대백과》, 한국학중앙연구원
- 연령별아동발달, 마음백과